# Wiki Wiki Shuttle

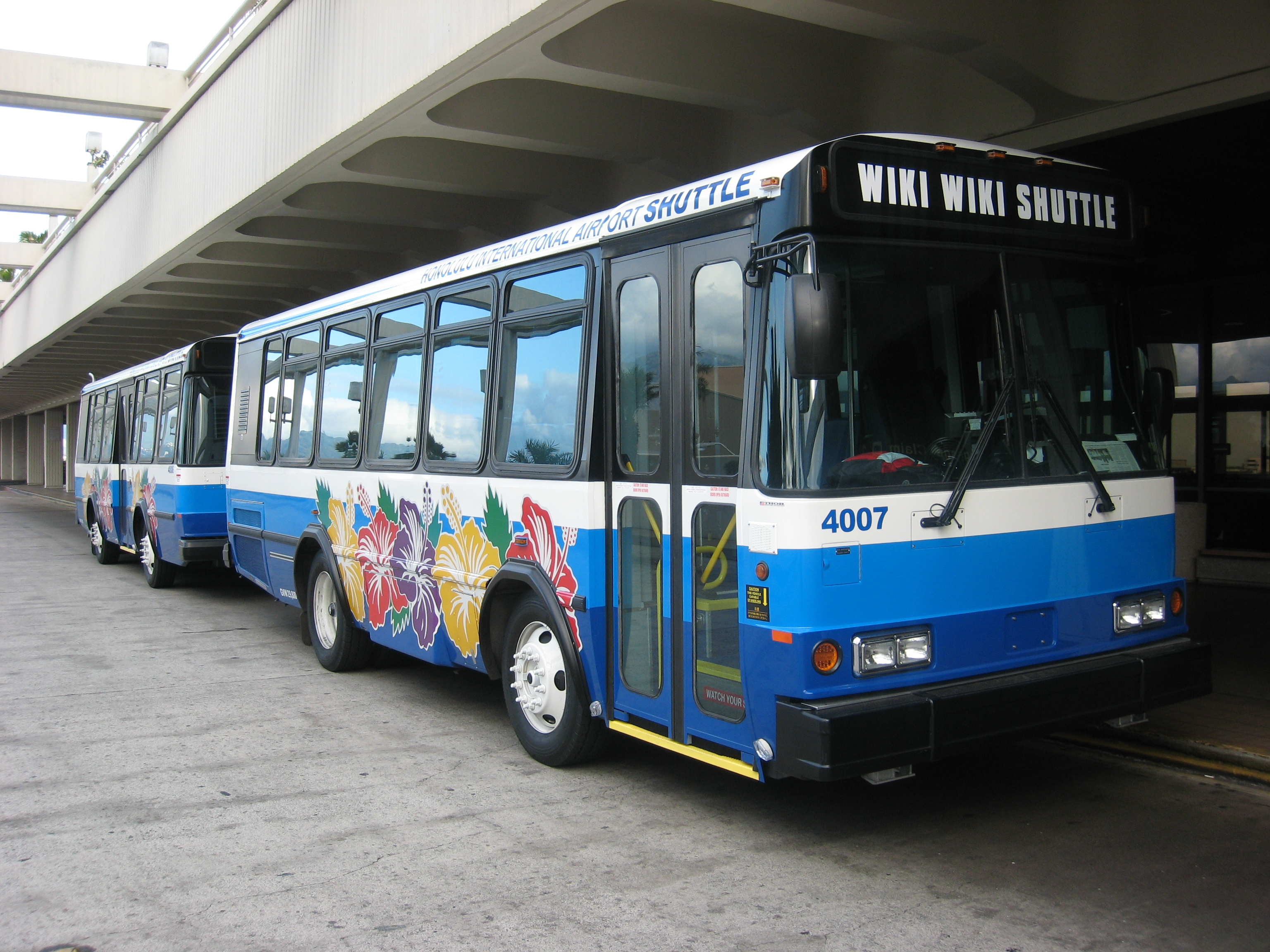
Xe buýt đưa đón Wiki Wiki Shuttle hiện tại vào năm 2008

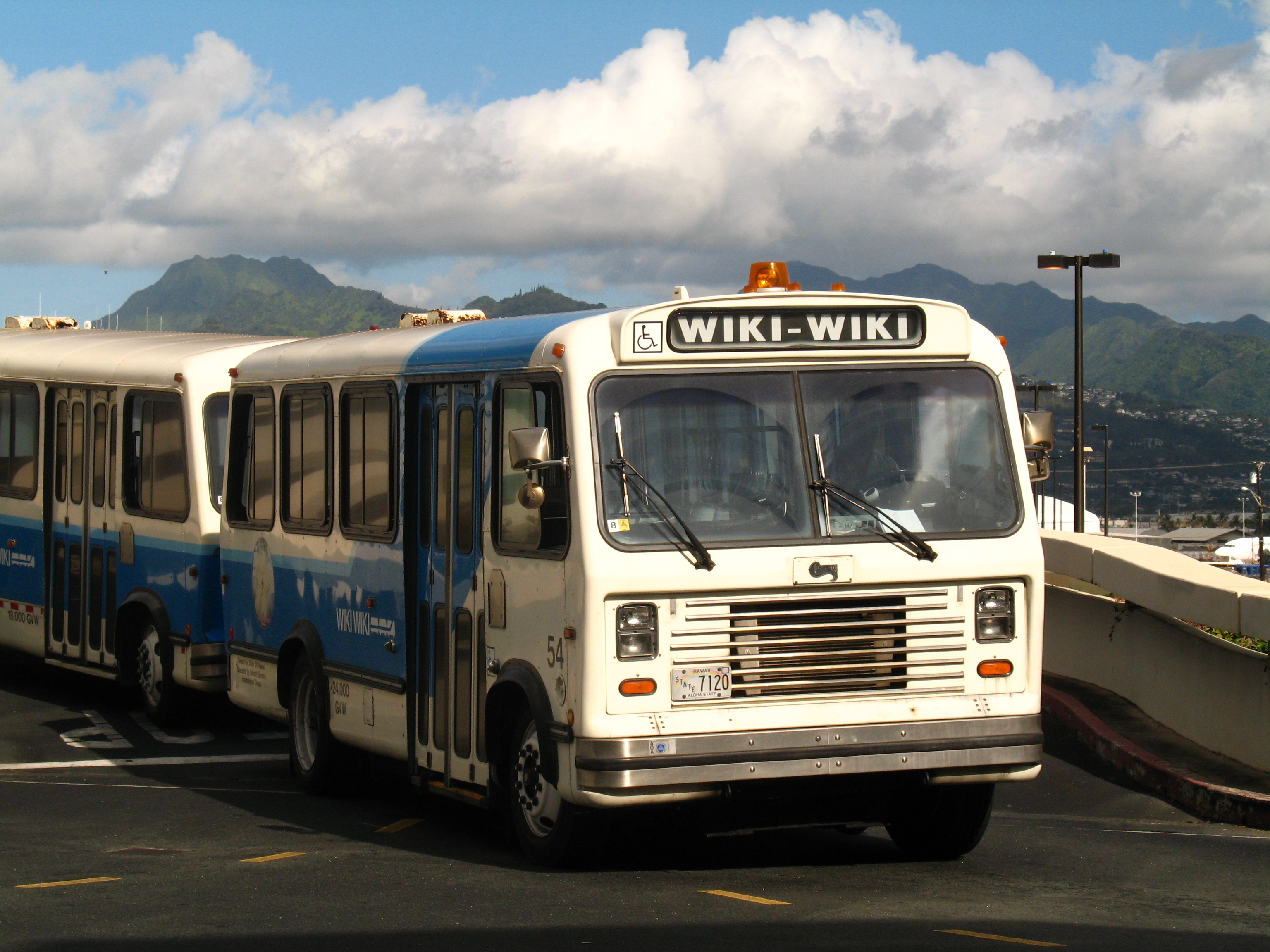
Một chiếc Chance RT-52 cũ đang chạy trên tuyến buýt Wiki Wiki

Wiki Wiki Shuttle là dịch vụ xe buýt đưa đón miễn phí tại Sân bay Quốc tế Daniel K. Inouye ở Honolulu, Hawaii. Xe đưa đón chạy từ 6 giờ 00 sáng đến 10 giờ 00 tối theo giờ địa phương, chở người và hành lý giữa các nhà ga khác nhau.
Trong tiếng Hawaii, từ "wiki" có nghĩa là nhanh chóng. Tên gọi của loại xe đưa đón này đã giúp truyền cảm hứng cho lập trình viên máy tính người Mỹ Ward Cunningham gọi trang web mới của mình là "WikiWikiWeb" giữa thập niên 1990. WikiWikiWeb là trang web wiki đầu tiên.

## Giảm bớt hoạt động
Tính đến  năm 2007, sân bay đã thoát khỏi sự phụ thuộc vào số xe buýt Wiki Wiki, được đưa vào hoạt động vào năm 1970 như là "một biện pháp tạm thời". Du khách đã phàn nàn về những chiếc xe buýt nóng nực, chậm chạp, lạc hậu. Như báo chí từng đưa tin, xe buýt không chỉ gây bất tiện và không thoải mái mà còn gây áp lực rất lớn cho kết cấu công trình do trọng lượng và mức độ hoạt động của chúng.

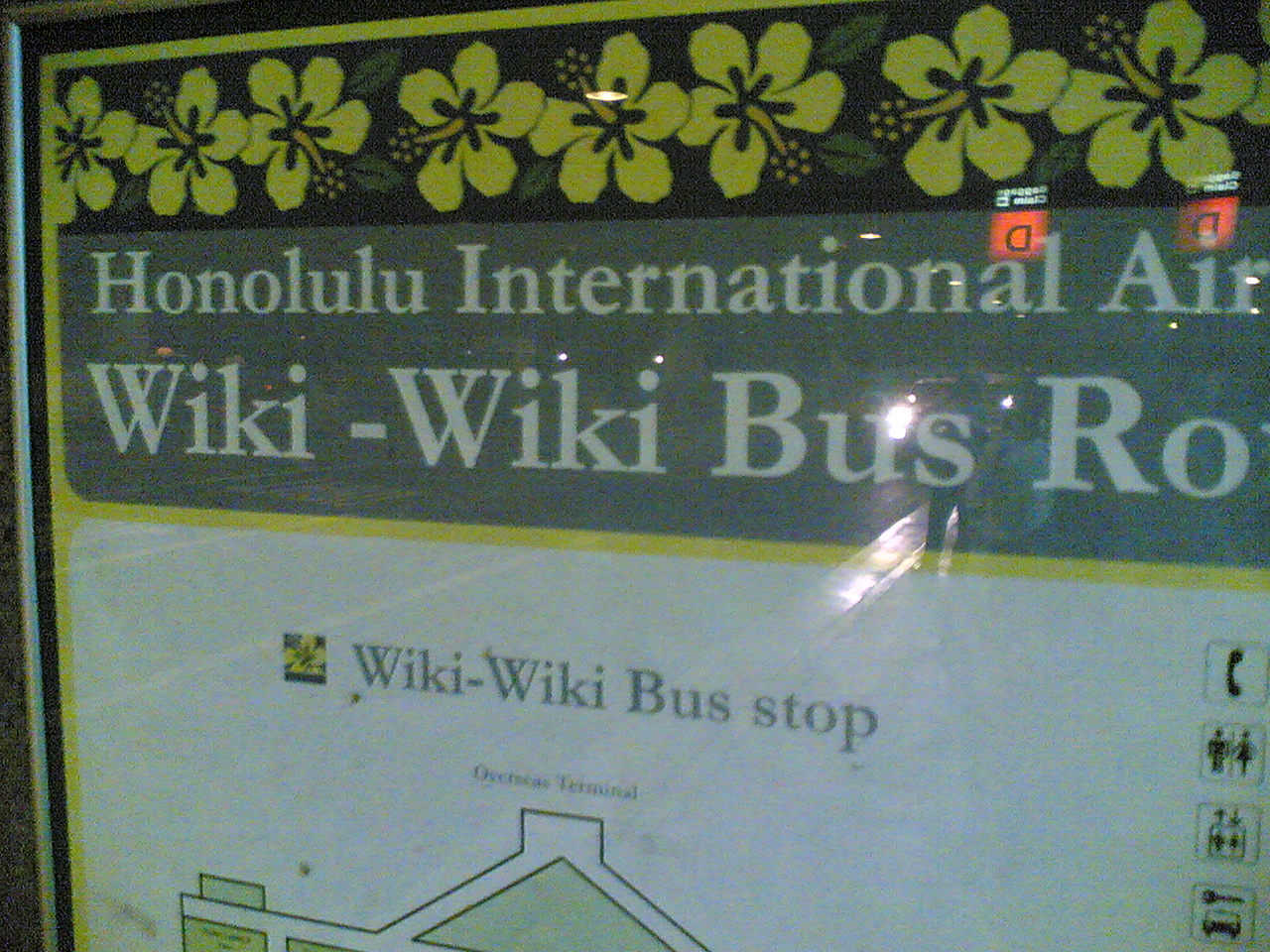
"Biển báo Trạm dừng xe buýt Wiki-Wiki" tại Sân bay Quốc tế Honolulu, Hawaii, vào năm 2001

Tháng 11 năm 2007, truyền thông địa phương đưa tin rằng xe buýt đưa đón sẽ được thay thế bằng một lối đi bộ có gắn máy lạnh. Giai đoạn đầu của sự thay đổi này được hoàn thành vào tháng 10 năm 2009, mang đến cho du khách quốc tế lựa chọn hành lang có máy lạnh với vỉa hè di chuyển thay vì xe buýt lộ thiên.
Số xe buýt trước đây được đặt dưới sự điều hành của hãng Aircraft Services International Group. Tháng 4 năm 2009, sân bay đã ký một hợp đồng mới cho tuyến xe buýt đưa đón do Roberts Hawaii quản lý, và biển báo trên xe đưa đón đều được thay đổi từ "WikiWiki shuttle" thành "HNL shuttle".
Năm 2013, xe buýt vẫn hoạt động hoặc hoạt động trở lại ở Sân bay Honolulu, nhưng việc sử dụng chúng đã giảm bớt đối với khách quốc tế do lối đi bộ được đưa vào sử dụng từ cuối năm 2010. Mặc dù vậy, số xe buýt mới đã được thêm vào, và chúng một lần nữa lại được gắn nhãn "Wiki Wiki".